# Johann Josef Schindler

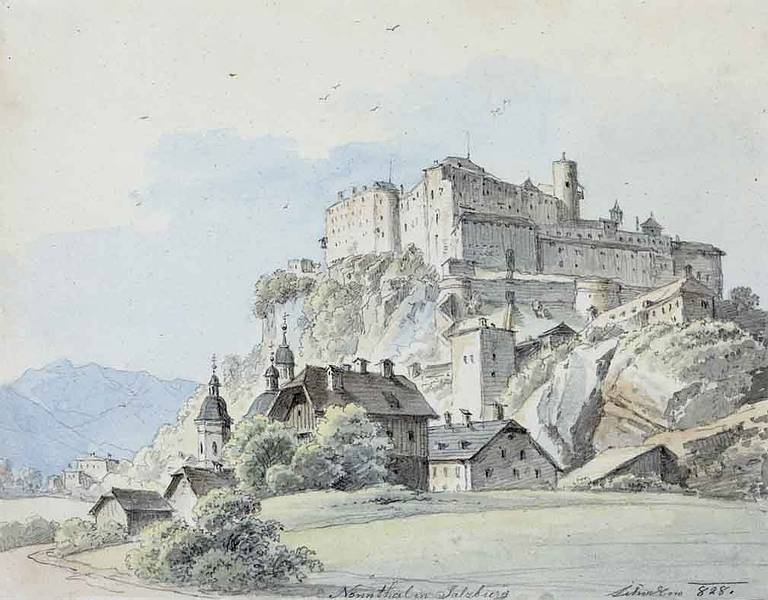
J. J. Schindler: „Nonnthal in Salzburg“, 1828 (Salzburg Museum)

Johann Josef Schindler (* 28. Juli 1777 in St. Pölten; † 22. Juli 1836 in Wien) war ein österreichischer Maler und Grafiker.

## Leben
Schindler studierte an der Wiener Akademie der bildenden Künste bei Johann Christian Brand. Nach Tätigkeit in St. Pölten wurde er 1810 Zeichenlehrer an der Akademie bei St. Anna und Kammermaler. 1818 wurde er wirkliches Mitglied der Wiener Akademie. Zwischen 1822 und 1834 unternahm er mehrere Studienreisen nach Oberitalien und ins Salzkammergut. Schindler war mit der Wr. Neustädterin Theresia Dietrich verheiratet. Sein Sohn Carl Schindler war ebenfalls Maler. Schindler starb in der Wiener Vorstadt Laimgrube Nr. 25.

## Werk
Johann Josef Schindler war vor allem Landschaftsmaler, der seine Bilder topographisch genau darstellte. Daneben schuf er auch Porträts, Genrebilder, religiöse Darstellungen und Bilder mit militärischer Thematik. Als Grafiker war Schindler Zeichner und Radierer. Für einige Wiener Verlage arbeitete er als Lithograf, wo er Landschafts- und Militärserien veröffentlichte.
- Wappen-Gallerie des höhern Adels der gesammten Provinzen des österreichischen Kaiserstaates. 8 Hefte in einem Bande mit 67 Kupfertafeln. Armbruster, Wien 1836–1839 (Digitalisat)

## Werke in Museen
(Auswahl)
- Blick gegen Stift Göttweig, 1812, Öl auf Leinwand, 62,2 × 79,1 cm (St. Pölten, Museum Niederösterreich, Inv. Nr. KS-374)
- Blick in den zweiten Hof der Burgruine Aggstein, 1819, Aquarell über Bleistift auf Papier, 39,3 × 28,9 cm (St. Pölten, Museum Niederösterreich, Inv. Nr. KS-1304)
- Nonnthal in Salzburg, 1828, Aquarell über Bleistift auf Papier, 20,3 × 25,9 cm (Salzburg Museum, Inv.-Nr. 1109/2006)
- Das Ende des Stuwer’schen Feuerwerks am 7. Mai 1833, 1833, Öl auf Leinwand (Wien, Österreichische Galerie Belvedere)